# Pawel Ponomarjow

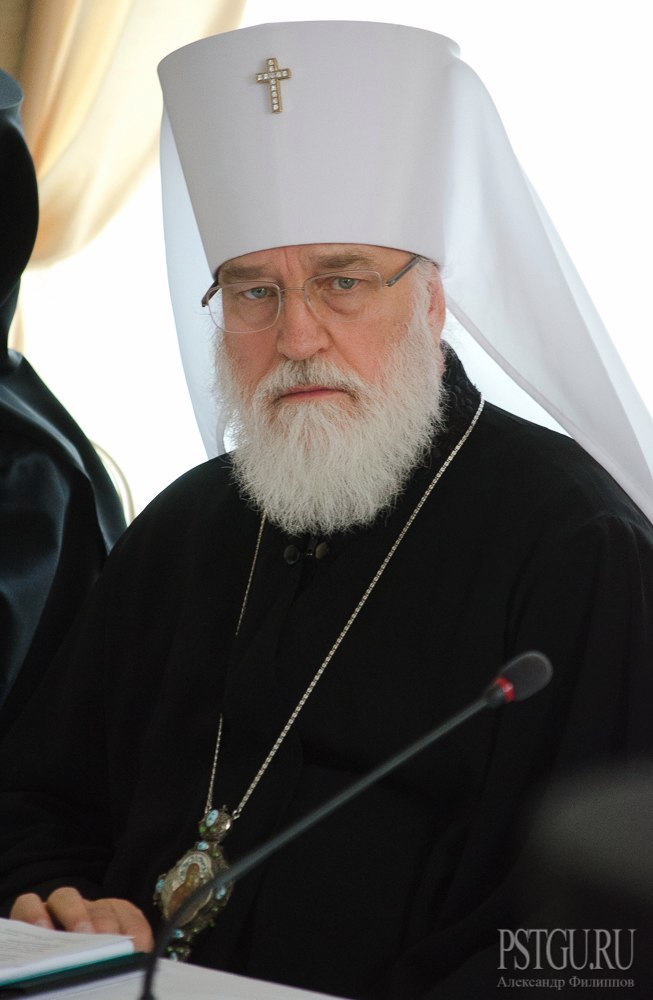
Pawel Ponomarjow (2016)

Pawel Ponomarjow (russisch Павел Пономарёв, eigentlich Георгий Васильевич Пономарёв/Georgi Wassiljewitsch Ponomarjow; * 19. Februar 1952 in Karaganda, Kasachische SSR, Sowjetunion) ist der Russisch-Orthodoxe Metropolit von Kuban mit Sitz in Krasnodar. Zwischen 1999 und 2003 war er Bischof von Wien und Österreich. Von 2003 bis 2020 war er der Patriarchenexarch von ganz Belarus, Metropolit von Minsk und Sluzk.

## Werdegang
Nach seiner Armeezeit trat Pawel Ponomarjow 1973 in das Geistliche Seminar in Moskau ein, welches er 1976 beendete. Er trat 1977 ins Lawra des Heiligen Dreifaltigkeits-Sergius ein, wo er am 17. Dezember die Mönchsweihe, am 5. März 1978 die Weihe zum Mönchsdiakon (durch Erzbischof Wladimir) und am 6. Mai die Weihe zum Mönchspriester empfing.
1980 beendete er die Geistliche Akademie in Moskau mit dem Titel eines Kandidaten der Theologie. Von 1979 war er Referent im Außenamt des Moskauer Patriarchats. Er wurde am 15. September 1981 Mitglied der Russischen Geistlichen Mission in Jerusalem, deren Leiter er vom 29. Juli 1986 bis zum 19. Juli 1988 wurde.
Nach seiner Abtweihe 1983 und seiner Erhebung zum Archimandriten am 15. August 1986 erfolgte am 26. August 1988 seine Ernennung zum Abt des Mariä Entschlafungs-Höhlenklosters in Pskow.
Seine Bischofsweihe erfolgte am 22. März 1992 und er wirkte als (Titular-)Bischof von Saraisk in der Diözese Moskau. Das Weihesakrament empfing er in der Epiphanien-Kathedrale zu Jelochowo in Moskau durch Patriarch Alexius II., den Metropolit von Krutizy und Kolomna Juwenalij, Metropolit von Rostow und Nowotscherkassk Wladimir, Metropolit von Pskow Wladimir, Erzbischof Sergij Fomin, Bischof Arsenij Jepifanow und Bischof Viktor Pjankow. Als Bischof von Saraisk war er für die Eparchie in den USA zuständig, dort traf er sich regelmäßig mit Hilarion Kapral, dem Bischof der Russischen Orthodoxen Kirche im Ausland.
Seit dem 29. Dezember 1999 war er Bischof von Wien und Österreich in der Eparchie für Wien und Österreich, ein Jahr darauf Bischof von Wien und Budapest. Sein Nachfolger in diesem Amt wurde 2003 Hilarion Alfejew. Am 23. Februar 2001 erfolgte seine Erhebung zum Erzbischof und am 7. Mai 2003 wurde er zum Erzbischof von Rjasan und Kassimow ernannt. Am 8. Oktober 2011 wurde Pawel Ponomarjow zum Metropoliten der Metropolie von Rjasan ernannt. Seit dem 25. Dezember 2013 war er als Nachfolger von Metropolit Filaret Metropolit von Minsk und Sluzk (nach Umbenennung von Minsk und Saslawsk). Im August 2020 erklärte er überraschend seinen Rücktritt als Metropolit von Minsk und Sluzk. Er wurde anschließend zum Metropoliten von Kuban mit Sitz in Krasnodar ernannt.
Metropolit Pawel ist ständiges Mitglied des Heiligen Synods der Russisch-Orthodoxen Kirche.